# فرودگاه بین‌المللی پورتسموث ات پیس
 فرودگاه بین‌المللی پورتسموث ات پیس (به انگلیسی: Portsmouth International Airport at Pease) یک فرودگاه همگانی و نظامی بهره‌برداری هوایی با کد یاتا PSM است که یک باند فرود آسفالت و بتن دارد و طول باند آن ۳۴۵۱ متر است. این فرودگاه در کشور انگلستان قرار دارد و در ارتفاع ۳۰ متری از سطح دریا واقع شده است.